# 연박역
연박역(硯朴驛)은 지도상에서만 확인되는 충북선의 철도역으로, 충청북도 제천시 봉양읍 연박리(硯朴里)에 위치했던 것으로 나타나 있다.
중학교 또는 고등학교의 사회과부도, 지리부도, 국가 및 기업체 발행의 각종 지도, 인터넷상의 지도 서비스 등에 역의 위치와 존재가 2013년 현재까지도 여전히 확인되나, 실제로는 단 한순간도 설치된 적이 없는 봉양역과 공전역 사이의 간이역이다. 충북선을 설계 및 확장할 당시에 향후 역을 만들 계획이 있었으나 여객 수요 판단, 재원 조달 여건 등의 어떤 사정에 의해 실제로는 역사(驛舍)가 마련되지 못한 상태에서, 국토지리정보원 등으로 넘겨진 자료는 오류 시정 없이 계속 존재한 결과, 그 역명과 위치가 최근까지 언급되고 있는 것으로 추정된다.
연박역이 위치한 지역의 충북선 선로는 1979년말에서 1980년 10월 사이에 현재의 위치로 이설되었으며, 1980년대 중후반에 같은 선로에 하행선이 놓이면서 충북선의 복선화 사업이 완료되었다. 충북선 복선화는 1976년 11월 13일에 차관 양해각서 교환에 따라 일본에서 들여온 차관으로 본격 시작된 사업이다.

## 같이 보기
- 원박역